# Cancerilla oblonga
Cancerilla oblonga is een eenoogkreeftjessoort uit de familie van de Cancerillidae. De wetenschappelijke naam van de soort is voor het eerst geldig gepubliceerd in 1975 door Bartsch.